# Robin of the Wood
Robin of the Wood è un videogioco di avventura dinamica con Robin Hood come protagonista, pubblicato nel 1985 per Commodore 64 e ZX Spectrum dalla Odin Computer Graphics di Liverpool. La critica dell'epoca in genere lo valutò positivamente, e spesso lo ritenne ispirato a Sabre Wulf del 1984. La versione Spectrum emulata è stata pubblicata nel 2011 anche per iOS dalla Elite Systems.

## Trama
Lo sceriffo di Nottingham ha indetto un torneo di tiro con l'arco al castello, mettendo in palio una freccia d'argento che ha un grande valore simbolico per i Sassoni. In realtà spera di attirare Robin Hood in trappola, e ha disposto nella foresta attorno al castello numerose guardie normanne. Robin deve attraversare la foresta per procurarsi le armi e partecipare al torneo. In particolare un Ent ha in custodia la sua spada, l'arco e tre frecce magiche che consentono a Robin di non essere riconosciuto al torneo, ma esige in cambio molte borse d'oro, che Robin può sottrarre all'avido vescovo di Peterborough. L'avventura è completata al raggiungimento del luogo del torneo, all'interno del castello, con le necessarie armi.

## Modalità di gioco
Il giocatore controlla Robin Hood in un grande labirinto formato da 330 schermate, comprendente la foresta e al suo interno il castello e le prigioni del castello. Ogni schermata ha fondo nero e pareti colorate formate dalla vegetazione o dalle mura, ed è collegata in orizzontale o verticale alle schermate adiacenti.
Robin può correre in tutte le direzioni, raccogliere oggetti e attaccare, inizialmente con un bastone. Sotto la visuale si hanno un indicatore dell'energia vitale (una serie di cuoricini su Commodore 64 e corna di cervo che cambiano colore su Spectrum), un indicatore del numero di vite, e un inventario grafico degli oggetti trasportati.
I principali nemici sono le guardie normanne, che sparano dardi di balestra in orizzontale e che si possono eliminare in modo permanente con qualsiasi arma. Ci sono inoltre degli animali selvatici, interpretabili come ricci su Commodore 64 o cinghiali su Spectrum, che vanno schivati e non si possono uccidere.
Sparse per la foresta si possono trovare borse d'oro, molte delle quali rilasciate dal vescovo, dopo averne eliminato la guardia. Robin deve portare all'Ent tre borse d'oro per ottenere ognuna delle armi e poi ognuna delle frecce magiche necessarie per completare l'avventura. La spada prende il posto del bastone, mentre l'arco permette di attaccare a distanza in orizzontale, ma vanno trovate anche faretre di frecce normali. 
Può apparire una strega che causa problemi a Robin se non le vengono consegnate piante da fiore preventivamente raccolte. Un eremita si aggira presso la sua capanna e può fornire cure a Robin. È anche possibile incontrare lo sceriffo, che manda istantaneamente Robin alle prigioni del castello, dove è necessario trovare la chiave per evadere.